# Echinostomida
|  | Dieser Artikel wurde aufgrund von formalen oder inhaltlichen Mängeln in der Qualitätssicherung Biologie zur Verbesserung eingetragen. Dies geschieht, um die Qualität der Biologie-Artikel auf ein akzeptables Niveau zu bringen. Bitte hilf mit, diesen Artikel zu verbessern! Artikel, die nicht signifikant verbessert werden, können gegebenenfalls gelöscht werden. Lies dazu auch die näheren Informationen in den Mindestanforderungen an Biologie-Artikel. |

Die Echinostomida sind eine Ordnung der Saugwürmer. Medizinisch bedeutendster Vertreter ist der Große Leberegel.

## Merkmale
Echinostomida sind langgestreckte Plattwürmer, deren Integument häufig Stacheln trägt. Die adulten Vertreter der verschiedenen Familien sind aber morphologisch sehr verschieden, so dass sich diesbezüglich keine ordnungstypischen Merkmale ableiten lassen.
Der Lebenszyklus verläuft wie bei allen Digenea über zwei Zwischenwirte. Das Spezifische im Lebenszyklus der Echinostomida ist, dass die Schwanzlarven (Zerkarien) zystenproduzierende Drüsenzellen aufweisen und die Encystation auf der Vegetation oder in Weichtieren stattfindet. Die Zerkarien haben einen ungegabelten Schwanz, die Wimpernlarven (Miracidien) besitzen zwei Protonephridien.

## Systematik
Die Ordnung wird in drei Unterordnungen gegliedert:
- Cyclocoelata,
- Echinostomata und
- Paramphistomata